# الافوس

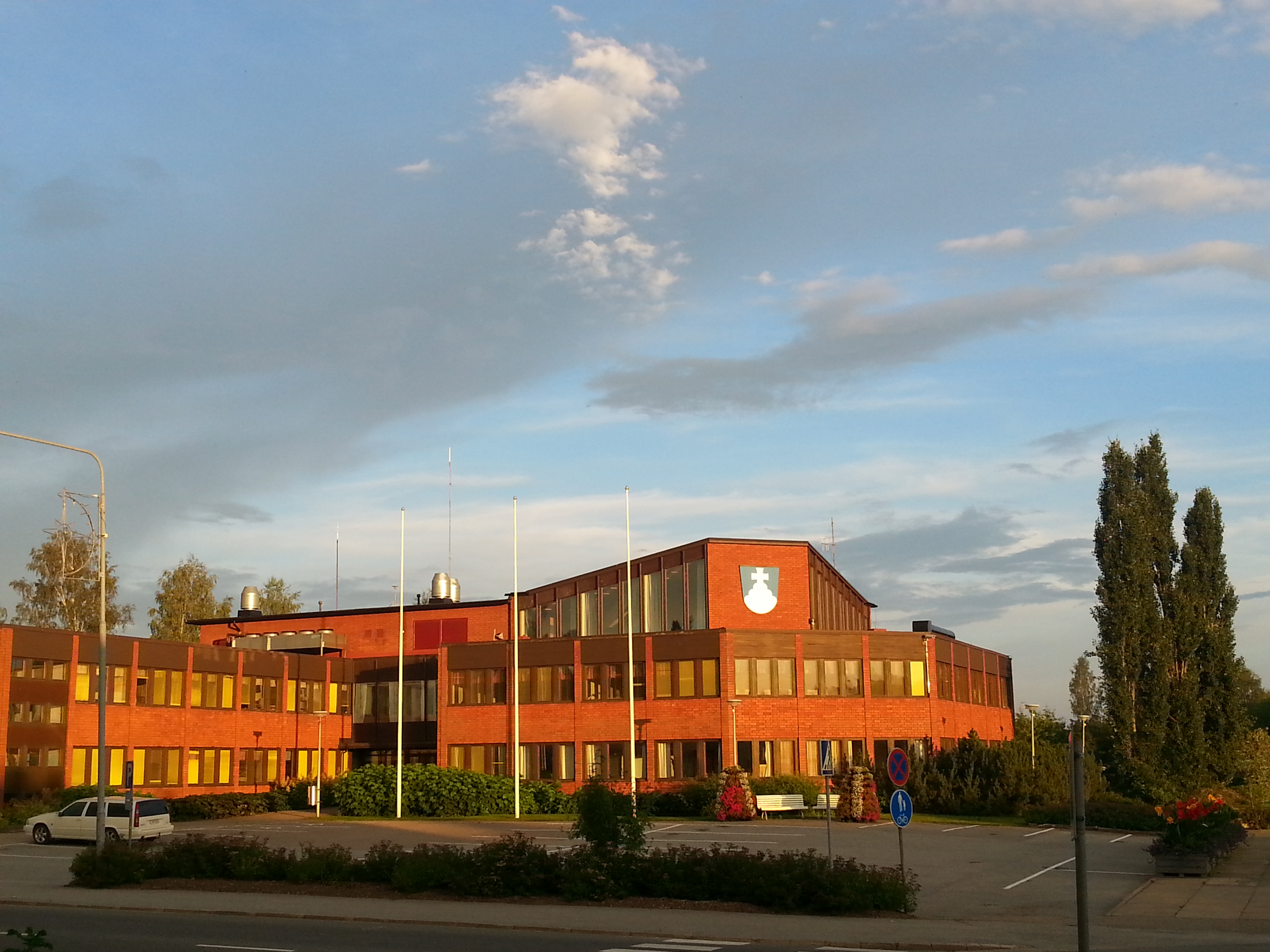
قاعة مدينة الافوس

الافوس (السويدية: الافو) هي بلدية في فنلندا . وهي تقع في محافظة فنلندا الغربية وهي جزء من المنطقة تافاستيا. يبلغ عدد سكانها 12103 في (30 نوفمبر 2014)، وتغطي مساحة قدرها 842.73 كيلومتر مربع (325.38 ميل مربع) منها 52.31 كيلو متر مربع (20.20 ميل مربع) هو الماء . وتبلغ الكثافة السكانية 15.31 نسمة لكل كيلومتر مربع (39.7 / ميل مربع).
الزراعة والغابات توظف نسبة كبيرة من السكان فيها . ويرتبط معظم هذه الصناعة في الافوس بالبناء: المواد والتصميم والمقاولين. الافوس لديها 60 من البحيرات مع 324 كيلومترا (201 ميل) من الساحل .

## وصلات خارجية
- Town of Alavus – Official website